# Järna (Södertälje)
Järna è un'area urbana della Svezia situata nel comune di Södertälje, contea di Stoccolma.
La popolazione risultante dal censimento 2010 era di 6 377 abitanti .